# Vuoskovuopio (Jukkasjärvi socken)
Vuoskovuopio är en sjö i Kiruna kommun i Lappland och ingår i Torneälvens huvudavrinningsområde. Sjön har en area på 0,0528 kvadratkilometer och ligger 361 meter över havet. Sjön avvattnas av vattendraget Ylinen Siurujoki.

## Delavrinningsområde
Vuoskovuopio ingår i det delavrinningsområde (756865-174364) som SMHI kallar för Mynnar i Lainioälvens vattendragsyta. Medelhöjden är 364 meter över havet och ytan är 2,19 kvadratkilometer. Räknas de 6 avrinningsområdena uppströms in blir den ackumulerade arean 206,32 kvadratkilometer. Ylinen Siurujoki som avvattnar avrinningsområdet har biflödesordning 3, vilket innebär att vattnet flödar genom totalt 3 vattendrag innan det når havet efter 375 kilometer. Avrinningsområdet består mestadels av skog (26 procent) och sankmarker (58 procent). Avrinningsområdet har 0,35 kvadratkilometer vattenytor vilket ger det en sjöprocent på 16,1 procent.